# Cresponea
Cresponea is een geslacht van schimmels in de familie Opegraphaceae. De typesoort is Cresponea premnea. Cresponea is wijd verspreid, maar de meeste soorten komen voor in tropische en subtropische gebieden. Het geslacht genoemd ter ere van de Spaanse lichenoloog Ana Crespo.

## Soorten
Volgens Index Fungorum bevat het geslacht 22 soorten (peildatum maart 2023):
| Soortnaam                      | Auteur(s)                          | Publicatiejaar |
| ------------------------------ | ---------------------------------- | -------------- |
| Cresponea ancistrosporelloides | Sparrius & Sipman                  | 2011           |
| Cresponea apiculata            | Egea, Sérus. & Torrente            | 1996           |
| Cresponea chloroconia          | (Tuck.) Egea & Torrente            | 1993           |
| Cresponea endosulphurea        | M. Cáceres, A.A. Menezes & Aptroot | 2013           |
| Cresponea flava                | (Vain.) Egea & Torrente            | 1993           |
| Cresponea flavescens           | (Vain.) Egea & Torrente            | 1993           |
| Cresponea flavosorediata       | Aptroot & M. Cáceres               | 2014           |
| Cresponea follmannii           | (C.W. Dodge) Egea & Torrente       | 1993           |
| Cresponea graemeannae          | Kantvilas                          | 2020           |
| Cresponea japonica             | A. Sakata & H. Harada              | 2009           |
| Cresponea leprieurii           | (Mont.) Egea & Torrente            | 1993           |
| Cresponea leprieuroides        | (Nyl.) Egea & Torrente             | 1993           |
| Cresponea lichenicola          | Aptroot & M. Cáceres               | 2014           |
| Cresponea litoralis            | Elix                               | 2007           |
| Cresponea macrocarpoides       | (Zahlbr.) Egea & Torrente          | 1993           |
| Cresponea melanocheiloides     | (Vain.) Egea & Torrente            | 1993           |
| Cresponea plurilocularis       | (Nyl.) Egea & Torrente             | 1993           |
| Cresponea premnea              | (Ach.) Egea & Torrente             | 1993           |
| Cresponea proximata            | (Nyl.) Egea & Torrente             | 1993           |
| Cresponea quinqueseptata       | Aptroot & M. Cáceres               | 2021           |
| Cresponea sorediata            | Elix, Øvstedal & N.J.M. Gremmen    | 2011           |
| Cresponea subpremnea           | (Kantvilas & Vězda) Kantvilas      | 2020           |